# Classe Courbet
Pour les articles homonymes, voir Courbet.
La classe Courbet est la première classe de cuirassés de type dreadnought construits et mis en service par la Marine nationale française. Elle a été conçue par l'ingénieur Léon Lyasse dans le cadre du programme naval de 1910.

## Les unités de la Classe Courbet

### Courbet

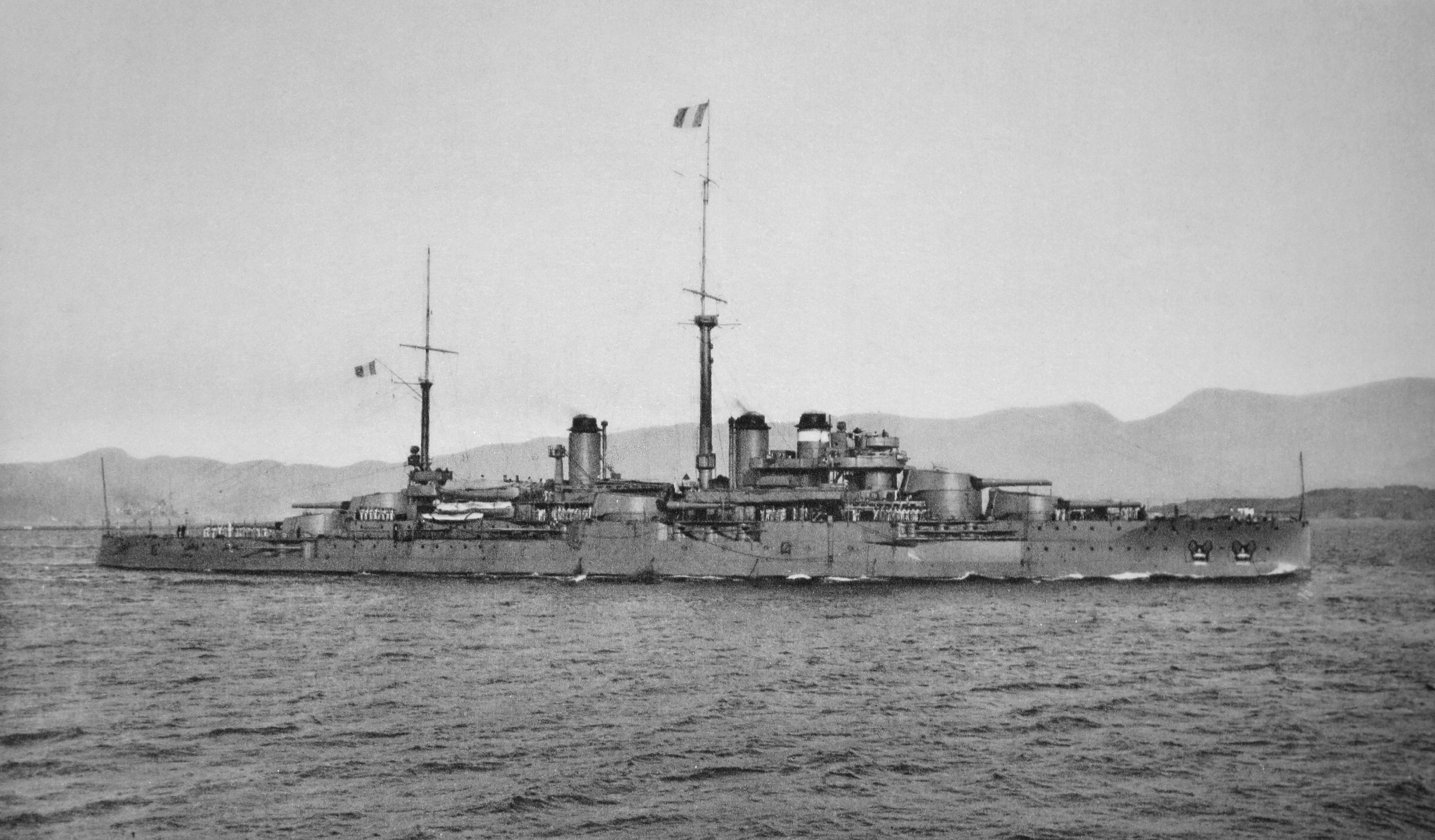
Le Courbet

Le cuirassé Courbet porte le nom de l'amiral Amédée Courbet (1827-1885). Il est mis sur cale le 1er septembre 1910 à l'arsenal de Lorient, lancé le 23 septembre 1911 et mis en service le 19 novembre 1913. C'est le premier « Dreadnought » de la Marine française.
Au début de la Grande guerre, en août 1914, il porte la marque du commandant en chef de la flotte de la Méditerranée, le vice-amiral Boué de Lapeyrère. Le 16 août 1914, au combat d'Antivari, au large du Monténégro, il coule le croiseur léger Zenta de la Marine austro-hongroise.
Durant l'entre-deux-guerres, il sert principalement comme navire d'entraînement (école de timonerie) et subit, entre 1927 et 1929, une refonte complète durant laquelle la puissance motrice est portée à 43 000 chevaux et l'artillerie antiaérienne est renforcée.
En 1939, il est basé à Brest au sein de la 3e Division de Ligne, avec son sister-ship, le Paris. En juin 1940, il soutient à l'aide de ses canons le repli des troupes alliées sur Cherbourg, puis se replie sur Portsmouth. Le 3 juillet, le navire est saisi par les Anglais, puis rendu aux FNFL qui l'utilisent comme caserne et batterie flottante antiaérienne. il sera crédité de cinq avions allemands abattus.
Désarmé en 1941, il sera coulé en juin 1944 devant Hermanville-sur-Mer afin de servir de brise-lames pour protéger un môle du port artificiel d'Arromanches (Calvados) mentionné sous le nom de code de "Gooseberry".

### Jean Bart, puisOcéan

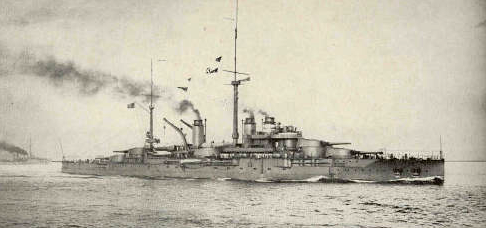
Le Jean Bart.

Le cuirassé Jean Bart est mis sur cale le 15 novembre 1910 à l'arsenal de Brest, lancé le 22 septembre 1911 et mis en service le 5 juin 1913. Il est le 12e navire à porter le nom du corsaire dunkerquois.
Sa carrière débute à l'été 1914, lorsqu'il conduit le président de la République Raymond Poincaré en visite officielle en Suède et en Russie. Il sert en Méditerranée, durant la Première Guerre Mondiale. Il est torpillé le 21 décembre 1914 par un sous-marin austro-hongrois, le U-12, mais il parvient à rejoindre Malte où il est réparé. Le Jean Bart retourne en opération le 1er avril 1915.
Il est basé durant l'entre-deux-guerres à Toulon. À partir de 1935, il est désarmé et affecté à l'instruction. Le 24 juin 1936, il est renommé Océan, le nom de Jean Bart ayant été choisi pour un cuirassé de 35 000 tonnes de la nouvelle classe Richelieu.
Le 27 novembre 1942, mouillé à Brégaillon, il est saisi par les Allemands qui l'utiliseront comme bâtiment test pour des explosions. Il est ensuite endommagé par des bombardements alliés. En 1944, lors de la libération de Toulon, il est retrouvé amarré aux appontements de Milhaud, aux côtés du cuirassé Condorcet. L'Océan est ensuite remorqué plus au sud, à La Seyne-sur-Mer, où il est démoli progressivement à partir de fin 1945.

### Paris

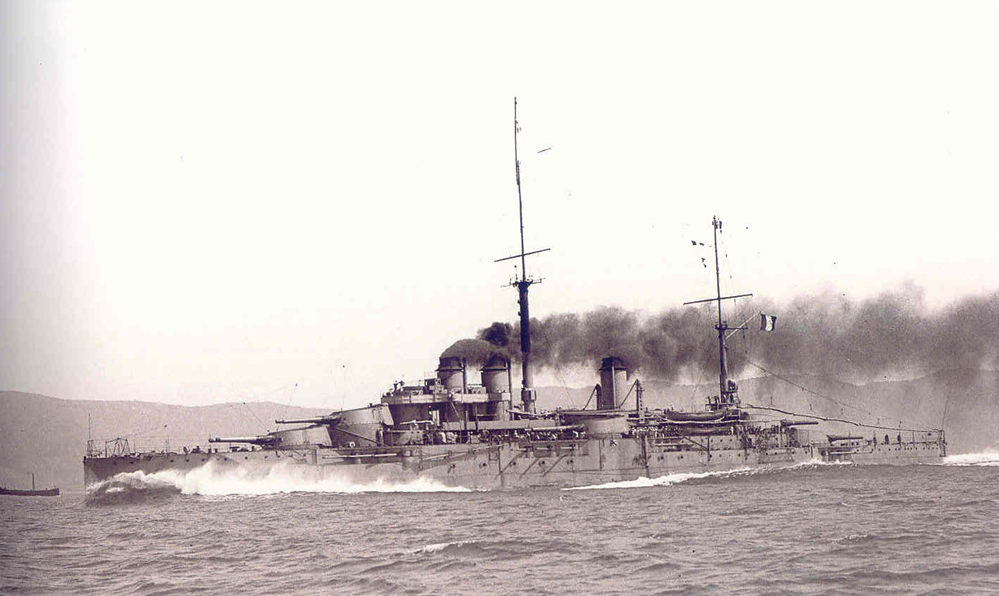
Le Paris.

Le cuirassé Paris est mis sur cale le 10 novembre 1911 aux Forges et Chantiers de la Méditerranée à La Seyne, lancé le 28 septembre 1912 et mis en service le 1er août 1914.
Il sert d'abord en 1938 de navire d'entraînement (école de canonnage), avec le Courbet (1937, école de timonerie). En 1939, il est affecté d'abord à la 5e escadre (Méditerranée) puis au sein de la 3e Division de Brest, toujours avec le Courbet. Devant l'avancée des troupes allemandes, il se replie en juin 1940 sur Plymouth où il est saisi le 3 juillet 1940 par les Britanniques. Il sert durant la guerre de caserne à la Royal Navy et est restitué à la Marine Nationale en août 1945. Il sera alors utilisé comme ponton jusqu'en 1950, puis condamné le 21 décembre 1955 et envoyé à la ferraille.

### France

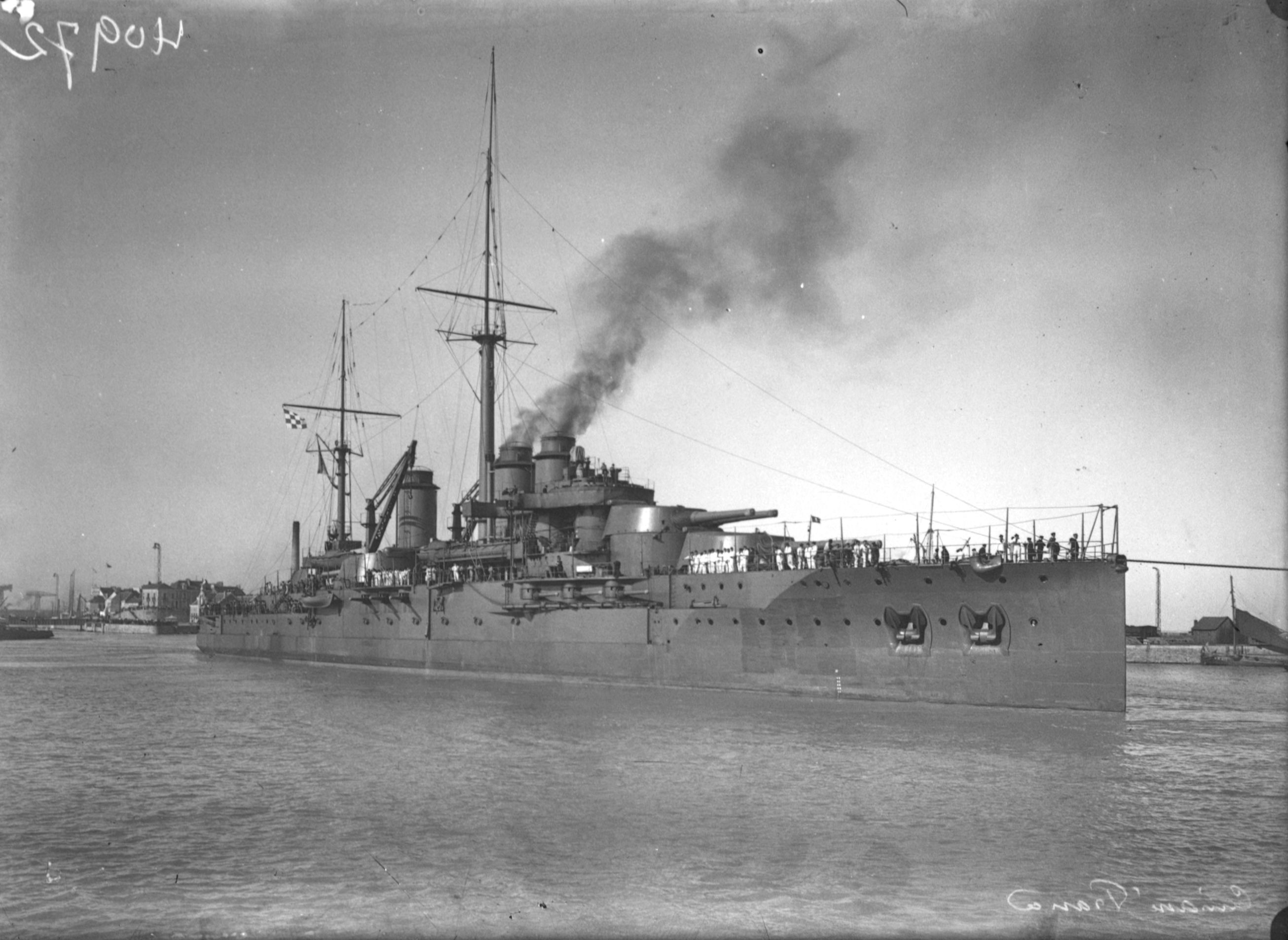
Le France

Le cuirassé France a été mis sur cale le 11 novembre 1911 aux chantiers de l'Atlantique de Saint-Nazaire, lancé le 8 novembre 1912 et mis en service le 15 juillet 1914 à Brest.
Dans la nuit du 25 au 26 août 1922, au retour d'un exercice de tir au large de Belle Île, il s'échoue près de Quiberon sur le haut-fond de la Teignouse et coule en quelques heures (trois disparus dans le naufrage). La roche qui a coulé le cuirassé n'étant pas indiquée sur la carte, son commandant, le capitaine de vaisseau Guy ne sera pas inquiété. Le France est démantelé en plusieurs étapes entre 1935 et 1958.